# Hagalunds kyrka
Se också Hagalunds kyrka, Esbo.
Hagalunds kyrka är en kyrkobyggnad i Solna kommun och ligger i stadsdelen Hagalund. Den tillhör Solna församling i Stockholms stift.

## Kyrkobyggnaden
Kyrkan uppfördes 1904 - 1905 efter ritningar av Överintendentsämbetets arkitekt Sigge Cronstedt. 31 oktober 1904 lades grundstenen av ärkebiskop Johan August Ekman och Fastlagssöndagen 25 februari 1906 invigdes kyrkan av ärkebiskopen. Kyrkan är av tegel i jugendstil med smalare kor och runt torn vid sidan av koret. Vid en renovering utförd 1937 under ledning av arkitekten Einar Lundberg omskapades interiören till funktionalistisk stil. Byggnaden värmeisolerades och den öppna takkonstruktionen kläddes in med ett vitputsat tunnvalv av trä. 28 november 1937 återöppnades kyrkan under högtidliga former av ärkebiskop Erling Eidem. En ny renovering genomfördes 1965 under ledning av arkitekten Hans Thunell. Koret tapetserades med microlitväv och målades i en ljusblå ton. 19 december 1965 återinvigdes kyrkan av biskop Helge Ljungberg.

## Inventarier
- Altartavlan av gips är utförd av Carl Eldh och har motivet Jesu uppståndelse.
- Hans Thunell har formgivit altaret, takkronorna och predikstolen.
- Dopfunten är utformad konstnären Ulf Axén och tillkom vid 1965 års renovering. Den består av åttakantigt ljust furublock. Tillhörande sexkantiga dopfat av silver är utfört av silversmeden Jan Lundgren.
- Ett altarkors i silver tillsammans med nattvardssilvret är skapade av Jan Lundgren.
- Orgeln på 27 stämmor är tillverkad 1979 av Jacoby Orgelverkstad.
- I tornet hänger två klockor. Äldre klockan är gjuten 1905 av K G Bergholtz & Comp. Yngre klockan är gjuten 1965 av Bergholtz klockgjuteri i Sigtuna.

### Orgel
- Före 1937 användes ett harmonium.
- 1937 byggde E A Setterquist & Son, Örebro en orgel med 22 stämmor, två manualer och pedal. Orgeln tillbygges 1965 av Einar Berg, Bromma och fick då 23 stämmor, två manualer och pedal.
- Den nuvarande orgeln byggdes 1979 av Jacoby Orgelverkstad, Stockholm. Orgeln har mekanisk traktur och elektrisk registratur. Tonomfånget är på 56/30 och den har 4 fria kombinationer.

| Huvudverk I       | Svällverk II      | Pedal         | Koppel |
| Principal 8'      | Gedacktpommer 16´ | Subbas 16´    | I/P    |
| Spetsflöjt 8'     | Rörgedackt 8'     | Principal 8'  | II/P   |
| Oktava 4'         | Fugara 8'         | Gedackt 8'    | II/I   |
| Gedacktflöjt 4'   | Voix celeste 8'   | Oktava 4'     |        |
| Kvinta 2 2/3'     | Principal 4'      | Flöjt 2'      |        |
| Oktava 2'         | Koppelflöjt 4'    | Mixtur 3 chor |        |
| Ters 1 3/5'       | Nachthorn 2'      | Basun 16'     |        |
| Mixtur 4-5 chor   | Sivflöjt 1'       |               |        |
| Spansk trumpet 8' | Cymbel 3 chor     |               |        |
|                   | Fagott 16'        |               |        |
|                   | Oboe 8'           |               |        |
|                   | Tremulant         |               |        |
|                   | Crescendosvällare |               |        |

#### Kororgel
Den nuvarande kororgeln byggdes 1977 av Jacoby Orgelverkstad, Stockholm och är en mekanisk orgel.
| Manual         |
| Gedackt 8'     |
| Oktava 4'      |
| Koppelflöjt 2' |

## Bildgalleri

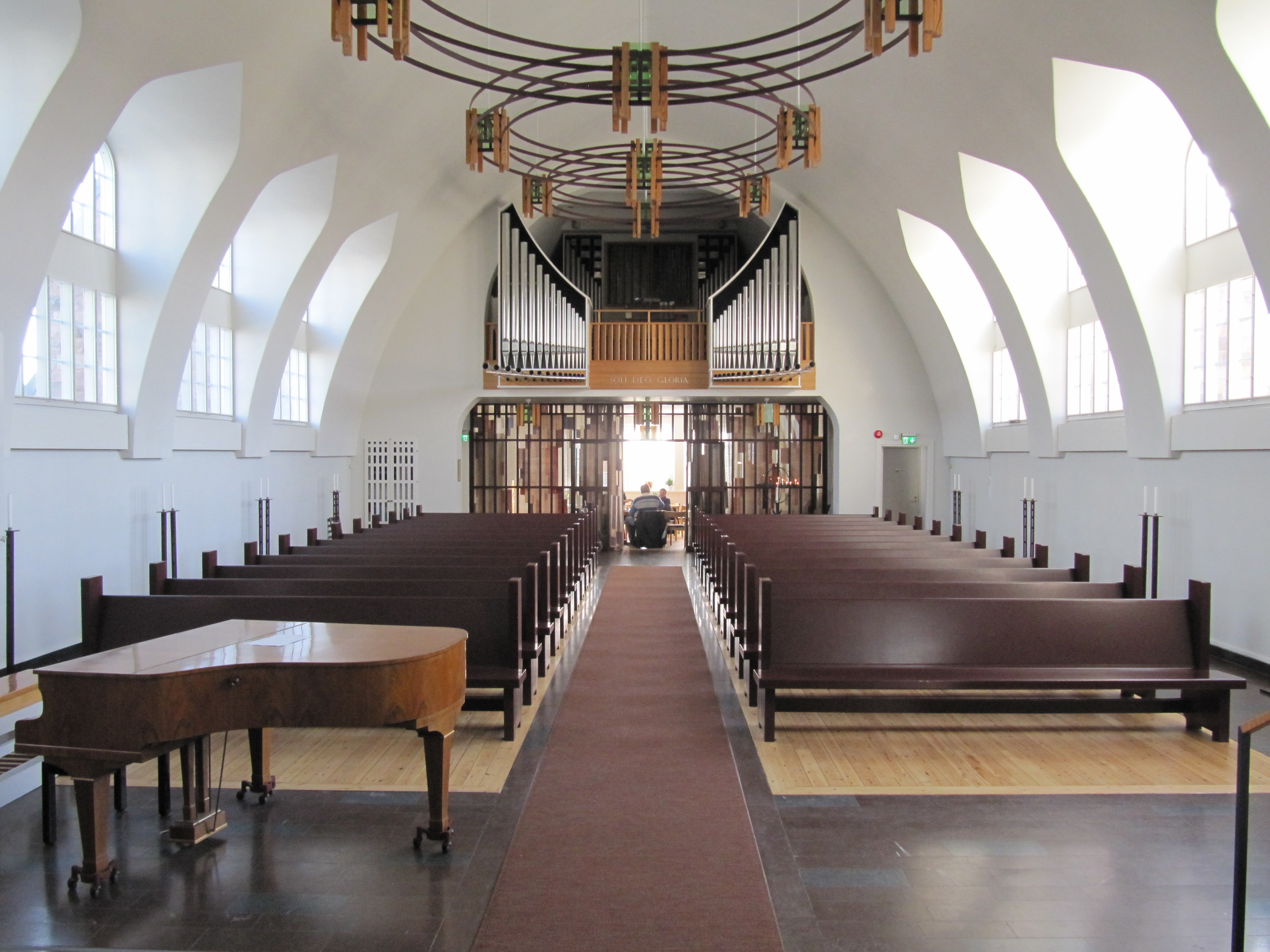
Kyrkorum i riktning mot orgelläktare
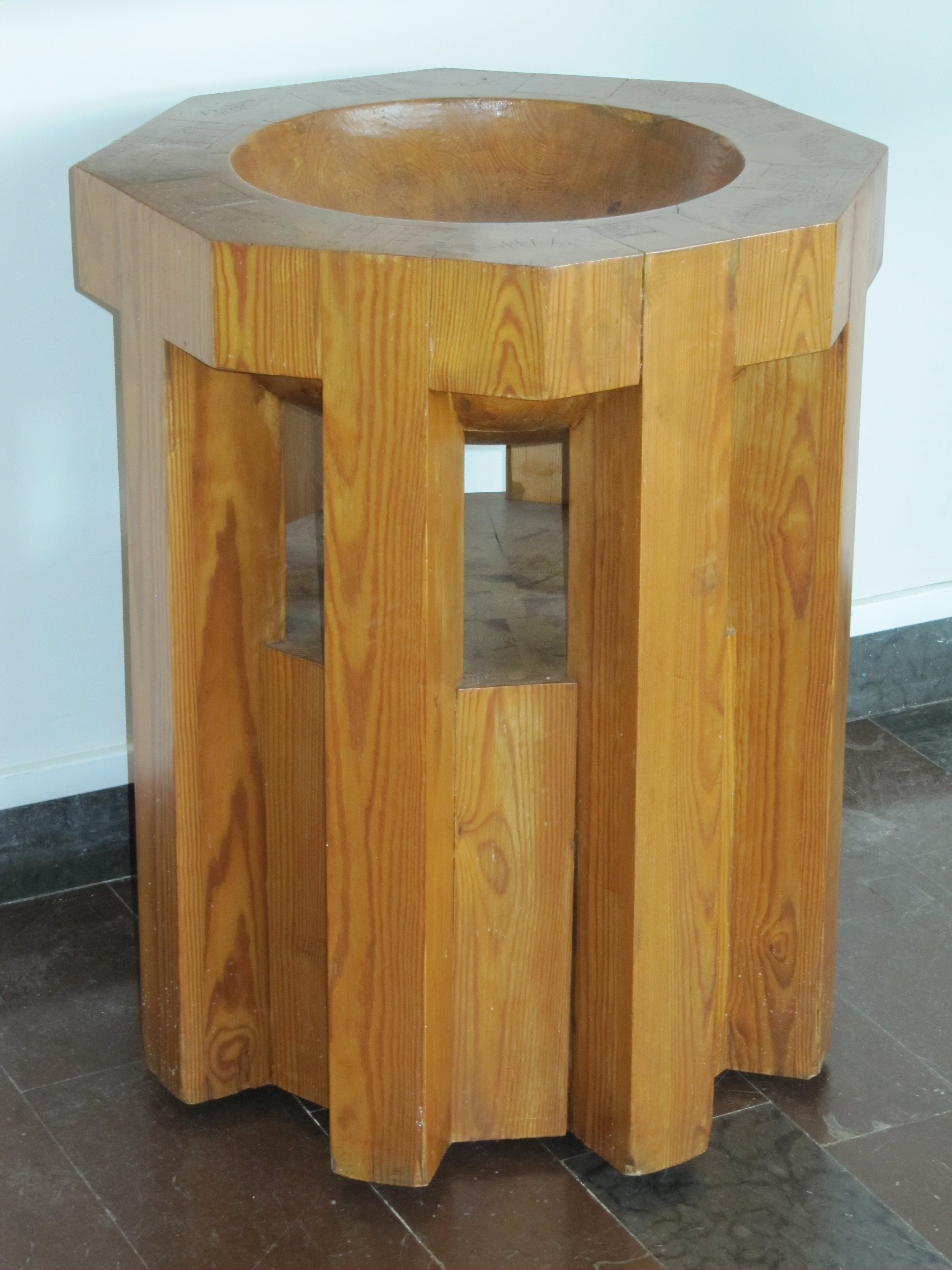
Dopfunt
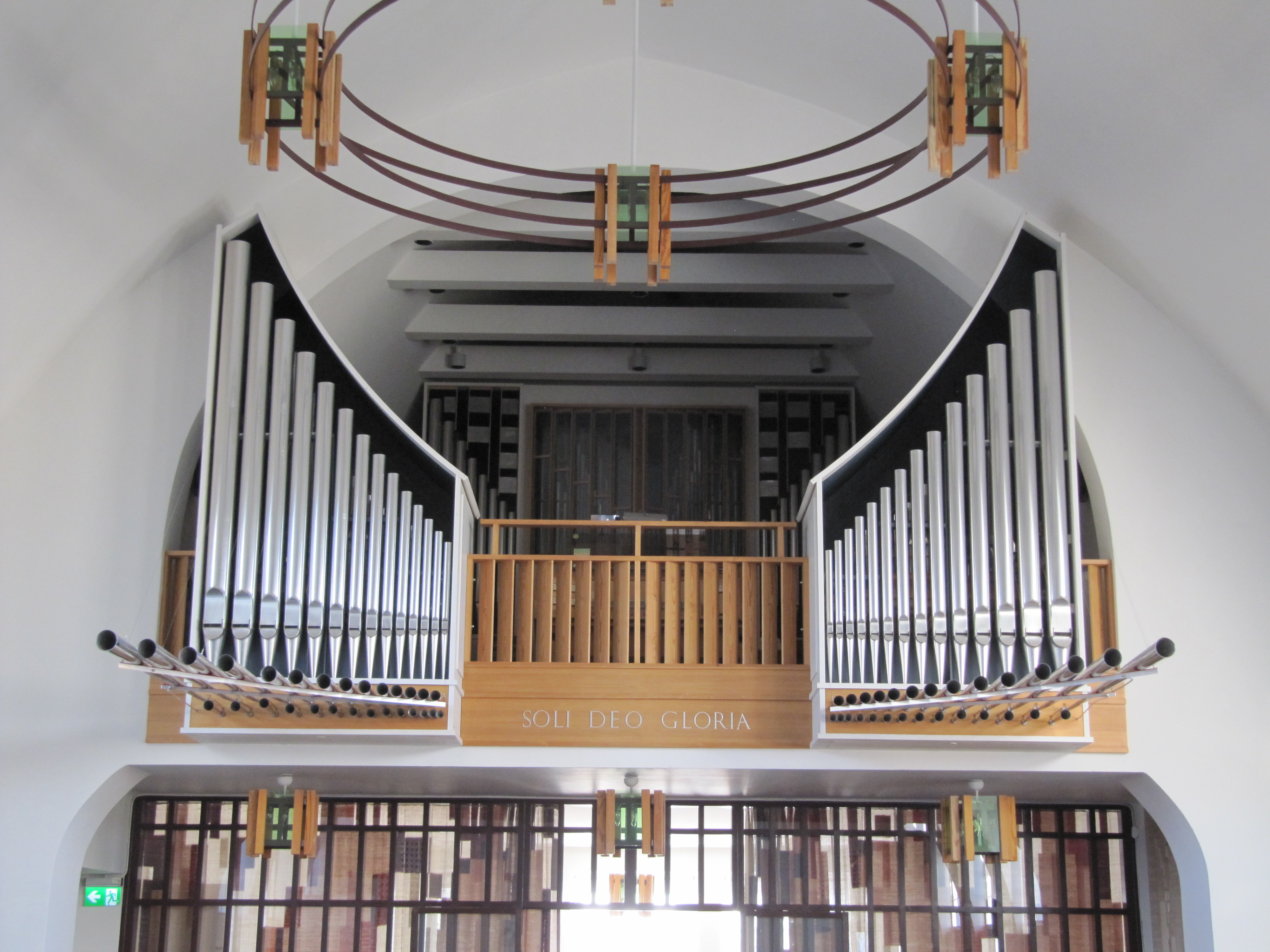
Läktarorgel
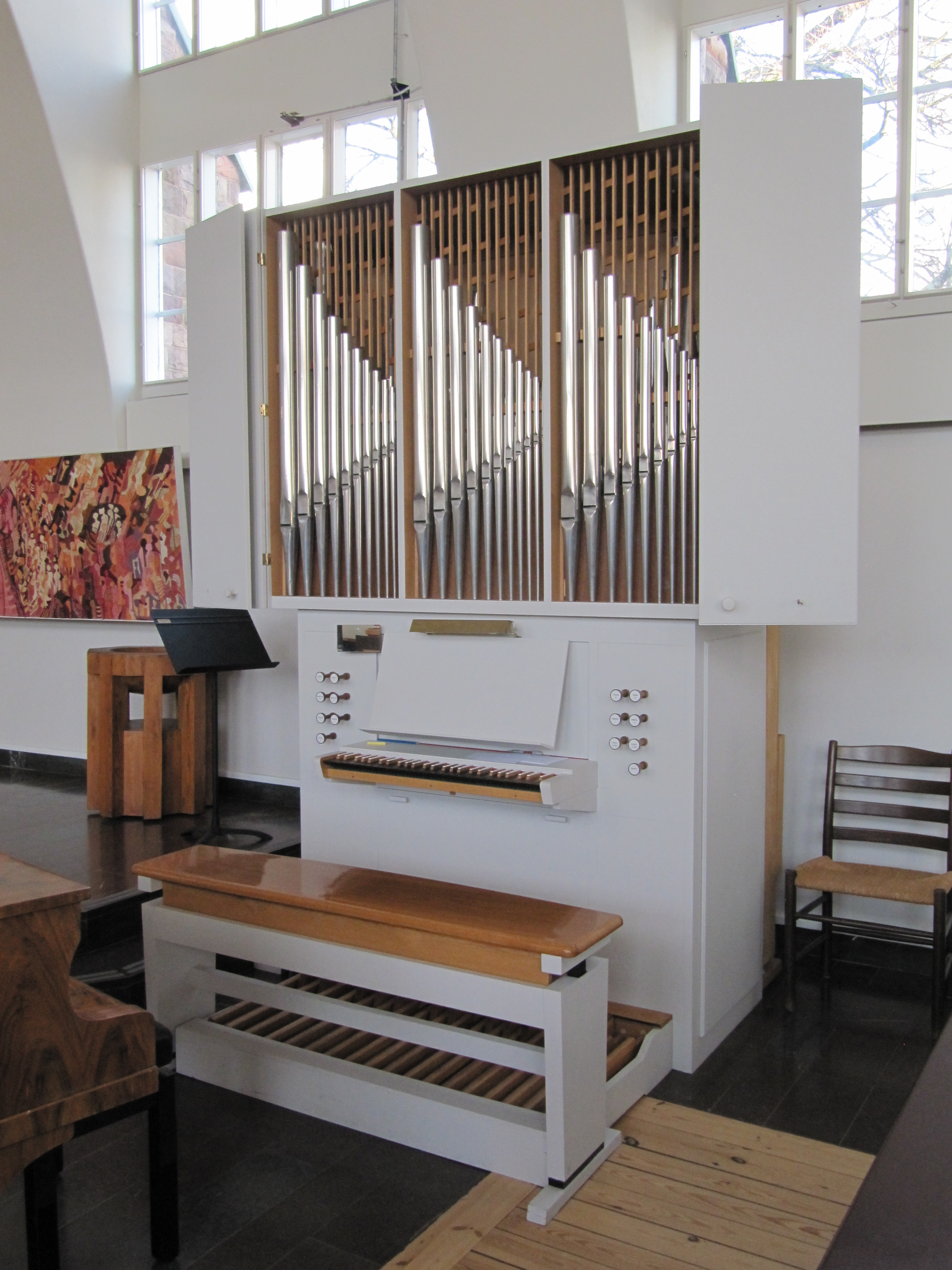
Kororgel

### Webbkällor
- byggnadspresentation
- Hagalunds kyrka, Stockholm 2008, © Stockholms stift, Text: Kersti Lilja
- Stockholms läns museum informerar om Hagalunds kyrka
- Svenska kyrkan i Solna informerar
- Solna stad informerar[död länk]